# Георг I (Мюнстерберг-Оелс)
Георг I фон Мюнстерберг-Оелс (на немски: Georg I von Münsterberg-Oels; Georg I von Podiebrad; на чешки: Jiří z Minstrberka; * 1 октомври 1470, замък „Литице“ в Усти над Орлици; † 10 ноември 1502, Олешница) от династията Подебради, е херцог на Мюнстерберг-Оелс/Олешница в Силезия и граф на Глац (Клодзко).

## Живот
Той е вторият син на херцог Хайнрих I фон Мюнстерберг-Оелс (1448 – 1498) и съпругата му Урсула фон Бранденбург (1450 – 1508), дъщеря на Албрехт Ахилес и първата му съпруга Маргарета фон Баден. Внук е на крал Иржи от Подебради от Бохемия. Брат е на херцозите Албрехт I (1468 – 1511) и Карл I Албрехт (1476 – 1536).
След смъртта на баща му през 1498 г. тримата братя управляват първо заедно, но всеки има свой двор.
Георг се жени на 7 януари 1488 г. в Глогов за Хедвиг от Заган (Jadwiga von Sagan; * октомври 1477; † 15 февруари 1524), дъщеря на Йохан II/Ян II (1435 – 1504), последният херцог на Заган, и съпругата му Катарина (1443 – 1505), дъщеря на херцог Вилхелм от Тропау. Сватбата е двойна, тогава брат му Карл I се жени за нейна сестра. Брат му Албрехт I също е женен за нейна сестра.
Георг умира на 10 ноември 1502 в Олешница и е погребан в Требниц. Хедвиг се омъжва втори път на 23 октомври 1503 г. за барон/фрайхер Зигмунд фон Вартенберг († 20 декември 1518).

## Деца
Георг и Хедвиг от Заган имат един син, който умира като бебе:
- Хайнрих (* 30 април 1490; † 25 юли 1490, погребан в Глац).